# Hong Kong (Jean-Michel Jarre)
Hong Kong è un album live di Jean-Michel Jarre, pubblicato nel 1994 dalla Disques Dreyfus.

## Il disco
Nonostante l'album si chiami Hong Kong e abbia immagini del concerto cinese nel booklet, molti dei brani sono stati registrati durante il tour europeo Europe in Concert. Fanno eccezione Souvenir Of China, che consiste in un mix speciale fra la versione eseguita al concerto di Parigi la Défense e quella eseguita in Hong Kong, e Fishing Junks at Sunset, che è stata registrata durante le prove del concerto di Hong Kong.
L'album è stato originariamente pubblicato come un doppio disco, mentre nella versione ri-masterizzata del 1997 le tracce sono state unite in un unico disco.

## Tracce

### Versione Originale 1994

#### Disco 1
1. Countdown - 1:37
2. Chronologie 2 - 6:37
3. Chronologie 3 - 5:46
4. How Old Are You? - 1:17
5. Équinoxe 4 - 4:46
6. Souvenir of China - 4:43
7. Qu'est-ce-que l'amour? - 0:52
8. Chronologie 6 - 5:10
9. Chronologie 8 - 4:49
10. Where Are You Going? - 0:52
11. Oxygène 4 - 4:32

#### Disco 2
1. Hong Kong Hostess - 0:35
2. Fishing Junks at Sunset - Part 1 - 6:09
3. Fishing Junks at Sunset - Part 2 - 5:31
4. Sale of the Century - 1:18
5. Digi Sequencer - 6:07
6. Magnetic Fields 2 - 6:31
7. Band in the Rain - 2:26 versione Unplugged
8. Rendez-Vous 4 - 6:23
9. Chronologie 4 - 6:35

### Versione Ri-Masterizzata 1997
1. Countdown - 1:37
2. Chronologie 2 - 6:37
3. Chronologie 3 - 5:46
4. How Old Are You? - 1:17
5. Équinoxe 4 - 4:46
6. Souvenir of China - 4:43
7. Qu'est-ce-que l'amour? - 0:52
8. Chronologie 6 - 5:10
9. Chronologie 8 - 4:49
10. Where Are You Going? - 0:52
11. Oxygène 4 - 4:32
12. Hong Kong Hostess - 0:35
13. Fishing Junks at Sunset - 11:36
14. Sale of the Century - 1:18
15. Digi Sequencer - 6:07
16. Magnetic Fields 2 - 6:31
17. Band in the Rain - 2:26 versione Unplugged
18. Rendez-Vous 4 - 6:23
19. Chronologie 4 - 6:35

## Musicisti
- Jean-Michel Jarre – tastiere e sintetizzatori
- Francis Rimbert – tastiere
- Dominique Perrier – tastiere
- Sylvain Durand – tastiere
- Laurent Faucheux – batteria
- Dominique Mahut – percussioni
- Michel Valy – basso
- Patrick Rondat – chitarre
- Chuen Ying Arts Centre of Hong Kong – Orchestra cinese
- Cheng Chai-man – presentatore
- Hong Kong Opera Society – coro